# Iorgos Katidis
Iorgos Katidis (12 de febrer de 1993, Salònica) és un migcampista grec. El 27 d'agost de 2012, Katidis signà un contracte de quatre anys amb l'AEK Atenes F.C. de la Superlliga grega de futbol, que el lligava al club fins al 2016, després que l'AEK Atenes i el seu antic club l'Aris de Salònica varen acordar el traspàs.
Katidis va ser el causant d'una controvèrsia internacional el 16 de març de 2013, quan va fer una salutació feixista després de marcar un gol contra el Veria F.C.. La seva acció va ser condemnada pels seus companys d'equip, per polítics, pels fans, i pels mitjans. Posteriorment va afirmar que no sabia les connotacions del seu gest, i va dir que estava saludant un amic que hi havia a la graderia. Com a conseqüència de la salutació, la Federació Grega de Futbol va votar unànimement expulsar Katidis de per vida de qualsevol equip nacional grec. Per la seva banda, l'AEK d'Atenes va suspendre el jugador fins a final de temporada, i li va imposar una sanció econòmica.